# Тавровське сільське поселення
Тавровське сільське поселення — муніципальне утворення в Білгородському районі Білгородської області Росії. 
Адміністративний центр — село Таврове.

## Історія
У 1951 — 1953 рр. відбувається об'єднання сільських рад, викликане укрупненням колгоспів, і колгосп ім. Сталіна перейменовується на колгосп «На шляху Ілліча», на чолі його стоїть Герой Радянського Союзу Ачкасов Анатолій Єгорович. 1965 року частина земель колгоспу відходить Плодоягідному радгоспу.
1974 вносить свої зміни: Таврівська сільська рада перестає існувати та Таврове тепер належить до Дубівської сільської ради. І лише 1994 року Таврівська сільська рада була заново утворена. 1 січня 1995 року Адміністрація Таврівського сільського поселення переноситься з п. Дубове до с. Ірпінь. В цей час відбуваються кардинальні зміни у житті села: утворюються та починають активно забудовуватись 5 нових мікрорайонів. Зростає і кількість жителів, переважно, з допомогою переселенців з республік колишнього Радянського союзу.

## Населення
| 2010  | 2011  | 2012  | 2013  | 2014  | 2015  | 2016  |
| ----- | ----- | ----- | ----- | ----- | ----- | ----- |
| 5267  | ↗5270 | ↘5216 | ↘5149 | ↘4987 | ↘4820 | ↘4710 |
| 2017  |       |       |       |       |       |       |
| ↘4628 |       |       |       |       |       |       |

## Склад сільського поселення
1. ↑  Всероссийская перепись населения 2010 года. Белгородская область. 15. Численность неселения городских и сельских населённых пунктов. Архів оригіналу (PDF) за 15 серпня 2013. Процитовано 15 серпня 2013.
2. ↑  Оценка численности постоянного населения на 1 января 2011 года
3. ↑  Численность населения Российской Федерации по муниципальным образованиям. Таблица 35. Оценка численности постоянного населения на 1 января 2012 года. Архів оригіналу за 31 травня 2014. Процитовано 31 травня 2014.
4. ↑  Численность населения Российской Федерации по муниципальным образованиям на 1 января 2013 года. — М.: Федеральная служба государственной статистики Росстат, 2013. — 528 с. (Табл. 33. Численность населения городских округов, муниципальных районов, городских и сельских поселений, городских населённых пунктов, сельских населённых пунктов). Архів оригіналу за 16 листопада 2013. Процитовано 16 листопада 2013.
5. ↑  Таблица 33. Численность населения Российской Федерации по муниципальным образованиям на 1 января 2014 года. Архів оригіналу за 2 серпня 2014. Процитовано 2 серпня 2014.
6. ↑  Численность населения Российской Федерации по муниципальным образованиям на 1 января 2015 года. Архів оригіналу за 6 серпня 2015. Процитовано 6 серпня 2015.
7. ↑  Чисельність населення Російської Федерації за муніципальними утвореннями на 1 січня 2016 року
8. ↑  (рос.) Чисельність населення Російської Федерації за муніципальними утвореннями на 1 січня 2017 року. 31 липня 2017. Архів оригіналу за 31 липня 2017. Процитовано 31 липня 2017.